# جلكيات
الجَلَكَيات أو الشَّلْق أو مصاصات الحجر (الاسم العلمي: Petromyzontiformes) وتسمى أيضاً رأسيات الشكل (الاسم العلمي: Cephalapidomorphi) هي رتبة من الحيوانات المائية تتبع طائفة اللافكيات من طائفة اللافكيات. وهي فقاريات بدائية مستديرة الفم تفتقر لوجود فك، بينما تمتلك فم ماص قمعي الشكل يحتوي على أسنان، بحيث يتعلق بأجساد أسماك أخرى، ويمتص دماءها. في علم الحيوانات، لا يعتبر الجلكي دائمًا سمكًا حقيقيًّا، وذلك بسبب اختلافه الشديد عن الأسماك الأخرى.

## الجانب التشريحي
يتراوح طول الجلكى البالغ ما بين 13 إلى 100 سم، وعلى عكس معظم الأسماك، لا تغطيه القشور، كما أنه لا يمتلك زعانف زوجية. للجلكى منخر واحد أعلى رأسه، سبعة خياشيم في كلا جانبيه، وعينان كبيران، بالإضافة إلى هيكل غضروفي مميز.الجهاز التنفسي يتكون من أكياس خيشومي، الجسم دودي الشكل يشبه ثعبان السمك، أما فتحة الشرج فتوجد على الجهة البطنية عند قاعدة الذيل وخلفها توجد حلمة بولية تناسلية صغيرة.
جسم اللامبري طويل أسطواني مكون من رأس وجذع ملتحمين وذيل منضغط من الجانبين وعلى مؤخرة الظهر والذيل توجد زعانف وسطية مدعمة بأشواك غضروفية وعلى السطح البطني للرأس يوجد قمع فمي كبير تحمل حافته حلمات لينة وتبطنه من الداخل أسنان مخروطية الشكل.وهو مميز

## العلاقة مع الإنسان
عُرف الجلكى أو اللامبرى كغذاء للإنسان منذ العصور القديمة، وكان محل تقدير كبير لدى الرومان. وخلال العصور الوسطى، حظي هذا النوع من الأسماك بشعبية واسعة بين الطبقات الأرستقراطية الميسورة في أوروبا، خصوصًا خلال فترات الصيام، نظرًا لنكهته الغنية التي تشبه نكهة اللحم أكثر من معظم أنواع الأسماك الأخرى. ومن الروايات الشائعة أن ملك إنجلترا هنري الأول توفي نتيجة إصابته بتخمة عقب تناوله كمية كبيرة من هذه الأسماك.
ومن اللافت أن سلاح الجو الملكي البريطاني أعد فطيرة التتويج للملكة إليزابيث الثانية في 4 مارس 1953 باستخدام الجلكى كمكوّن رئيسي.
في جنوب غرب أوروبا (البرتغال، إسبانيا، فرنسا)، تُعد أسماك الجلكى كبيرة الحجم ذات قيمة عالية، إلا أن الصيد الجائر تسبب في تراجع أعدادها بشكل كبير في تلك الدول. كما يُستهلك الجلكى أيضًا في عدد من البلدان الأخرى، منها السويد وفنلندا وروسيا ودول البلطيق، إلى جانب كوريا الجنوبية.
أما في بريطانيا، فيُستخدم الجلكى كطُعم ميت لصيد أنواع أخرى من الأسماك، ويُباع مجمدًا في المتاجر المتخصصة بأدوات صيد الأسماك.

## الأبحاث العلمية

الدوائر الحركية الشمية في سمك الجلكي

خضعت أسماك اللامبرى (أو الجلكى) لدراسات مكثفة، نظرًا لبنيتها الدماغية البسيطة نسبيًا، والتي يُعتقد أنها تعكس تركيب دماغ أسلاف الفقاريات في مراحلها الأولى. ففي أوائل السبعينيات، استخدم ستين جريلنر وزملاؤه في معهد كارولينسكا في ستوكهولم الجلكى كنموذج بحثي لدراسة المبادئ الأساسية للتحكم الحركي لدى الفقاريات، بدءًا من النخاع الشوكي ووصولًا إلى الدماغ.
ومن خلال سلسلة من الدراسات، توصل الباحثون إلى أن الدوائر العصبية داخل النخاع الشوكي قادرة على توليد أنماط حركية إيقاعية تُشكّل أساس حركات السباحة، وأن هذه الأنماط تخضع لتنظيم من قبل مناطق حركية معينة في الدماغ والدماغ المتوسط. كما تبيّن أن هذه المناطق نفسها تقع تحت إشراف بنى دماغية عليا، بما في ذلك العقد القاعدية.
وفي إحدى الدراسات التي تناولت سقف الدماغ المتوسط للجلكى، أظهر الباحثون أن التحفيز الكهربائي لتلك المنطقة يمكن أن يثير حركات في العين، أو انحناءات جانبية للجسم، أو حتى نشاطًا حركيًا يشبه السباحة.

## التصنيف
تضم رتبة الجلكيات فصيلة وحيدة هي:
- الجلكية (الاسم العلمي: Petromyzontidae) والتي تضم بدورها 53 نوعاً مقسمة علي ثلاثة أسر و11 جنساً

## مراجع

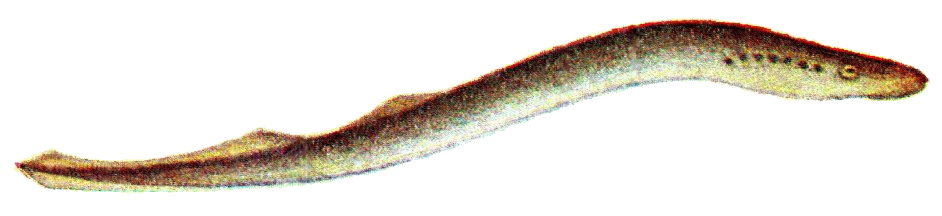
الجلكي